# Medaile 30. výročí vítězství nad Německem
Medaile 30. výročí vítězství nad Německem (bulharsky: Медал 30 Години От Победата Над Фашистка Германия) bylo vyznamenání Bulharské lidové republiky založené roku 1975.

## Historie a pravidla udílení
Medaile byla založena výnosem Národního shromáždění č. 4601 ze dne 5. března 1975 při příležitosti 30. výročí porážky fašistického Německa. Ač v druhé světové válce Bulharsko nejdříve bojovalo na straně Německa, nikdy nevyhlásilo válku Sovětskému svazu a po puči, který se odehrál 9. září 1944, se přidalo na stranu vítězných mocností.
Medaile byla udílena občanům Bulharska, kteří byli součástí antifašistického odboje, účastníky vlastenecké války v Bulharsku 1944–1945, příbuznými padlých vojáků, vojáky a veliteli Bulharské lidové armády v aktivní službě v době 30. výročí, a také zahraničním občanům, například vojákům sovětské armády. Medaile se razily ve státní mincovně v Sofii podle návrhu R. Peeva.

## Insignie
Medaile byla pravidelného kulatého tvaru a byla vyrobena ze žlutého kovu. Kolem vnějšího obvodu byl v horní části nápis 1945 • 9 май •1975. Ve spodní části byl mezi ratolestmi nápis v cyrilici НРБ. Uprostřed medaile byli vyobrazeni dva vojáci se zbraní v ruce. Na zadní straně byl po celé délce vnějšího okraje věnec. Uprostřed byl v cyrilici uveden oficiální název medaile 30 Години От Победата Над Фашистка Германия.
Stuha pokrývala kovovou destičku ve tvaru pětiúhelníku, která byla k medaili připojena jednoduchým kroužkem. Stuha měla tmavě zelenou barvu se třemi úzkými pruhy v barvě bílé, zelené a červené při obou okrajích.